# Flugplatz Beilngries

i7
i11
i13
Der Flugplatz Beilngries (ICAO-Code: EDNC) ist ein Sonderlandeplatz und liegt etwa 1,5 Kilometer südöstlich der Stadt Beilngries im Altmühltal in 369 m Höhe.
Zurzeit wird der Flugplatz vom Verein LSV Beilngries genutzt.
Der Flugplatz ist für Flugzeuge bis 2 t und Hubschrauber bis 5,7 t zugelassen.
Er wird überwiegend von Segelfliegern und Privatpiloten mit kleinen Motorflugzeugen genutzt.